# Bibbiena
Bibbiena ist eine italienische Stadt mit 11.904 Einwohnern (Stand 31. Dezember 2023) in der Provinz Arezzo in der Toskana.

## Geografie

Lage von Bibbiena in der Provinz Arezzo

Er ist der größte und wichtigste Ort des Casentino-Tals. Bibbiena liegt etwa 50 km östlich von Florenz, 30 km nördlich von Arezzo und 75 km von Siena entfernt. Zum Wallfahrtsort La Verna sind es 15 km. Der historische Stadtkern von Bibbiena zeichnet sich durch eine große Anzahl von Geschäften, Kirchen und Adelspalästen aus, die an die bedeutende und geschichtsträchtige Rolle der Stadt erinnern.
Zu den Ortsteilen zählen Banzena, Bibbiena Stazione, Campi, Camprena, Farneta, Gello, Giona, Gressa, Lonnano, Marciano, Molino di Gressa, Moscaio, Partina, Pianacci, Pian del Ponte, Poggiolo, Pollino, Querceto, Santa Maria del Sasso, Serravalle, Soci, Terrossola und Tramoggiano.
Die Nachbargemeinden sind Bagno di Romagna (FC), Castel Focognano, Chiusi della Verna, Ortignano Raggiolo und Poppi.

## Geschichte
Bibbiena wird bereits in den Werken Dantes und Ariosts erwähnt und bietet eine Fülle von künstlerischen und kulturellen Anziehungspunkten, die nur wenig bekannt sind. Vom Mittelalter zur Renaissance, vom 8. Jahrhundert bis in unsere Tage, besitzt Bibbiena eine ganze Reihe geschichtlicher Bauten, von denen hier nur einige wenige genannt werden:
Die Kirchen von San Lorenzo und Sant’Ippolito, das Oratorium von San Francesco, die Wallfahrtskirche von Santa Maria del Sasso, die kleine Kirche von San Matteo in Terrossola, die historischen Paläste, deren berühmtester der Palast der Familie Dovizi ist, das vor kurzem renovierte Dovizi-Theater, und vieles mehr.
Die Wallfahrtskirche von Santa Maria del Sasso, ein einzigartiges Beispiel der Renaissance-Kunst, liegt nur einen Kilometer vom Wohngebiet Bibbienas entfernt. Im zentralen Teil der oberen Kirche kann die „Madonna del Sasso“ von Bicci di Lorenzo betrachtet werden, die auf einem kleinen Felsen errichtet wurde, der Spitze eines enormen Felsbrockens: des „Sasso“, von dem das Kloster seinen Namen erhalten hat. Der antike Marienkult rund um den Felsbrocken bewog den Architekten dazu, die Basis des Felsens in eine kleine, tiefer liegende Kirche zu integrieren, in der sich die „Madonna del Buio“ (Madonna der Dunkelheit) befindet, eine Holzskulptur aus der Schule Donatellos. In der dritten Kirche ist ein wertvolles Gemälde Lappolis zu sehen. In der oberen Kirche finden sich hingegen Werke von Fra Paolino del Signoraccio, Ligozzi und Ludovico Buti. Im Chor schließlich kann das große Gemälde der Assunta von Fra Paolino und Fra Bartolomeo besichtigt werden.

## Sehenswürdigkeiten
- Chiesa di San Lorenzo, Kirche im Ortskern, entstand 1474 und enthält Werke der Della Robbia.
- Chiesa di Sant’Ippolito, Kirche im Ortskern aus dem 12. Jahrhundert, enthält Werke von Jacopo Ligozzi (Madonna col Bambino e i SS. Michele e Antonio abate), Bicci di Lorenzo (Madonna col Bambino e i SS. Ippolito, Giovanni Battista, Donato e Cristoforo, 1435) und Giovanni di Balduccio.
- Chiesa di San Giorgio a Contra, bereits 1008 erwähnte Kirche im Ortsteil Contra.
- Pieve di Santa Maria Assunta, bereits 1005 erwähnte Pieve im Ortsteil Partina.

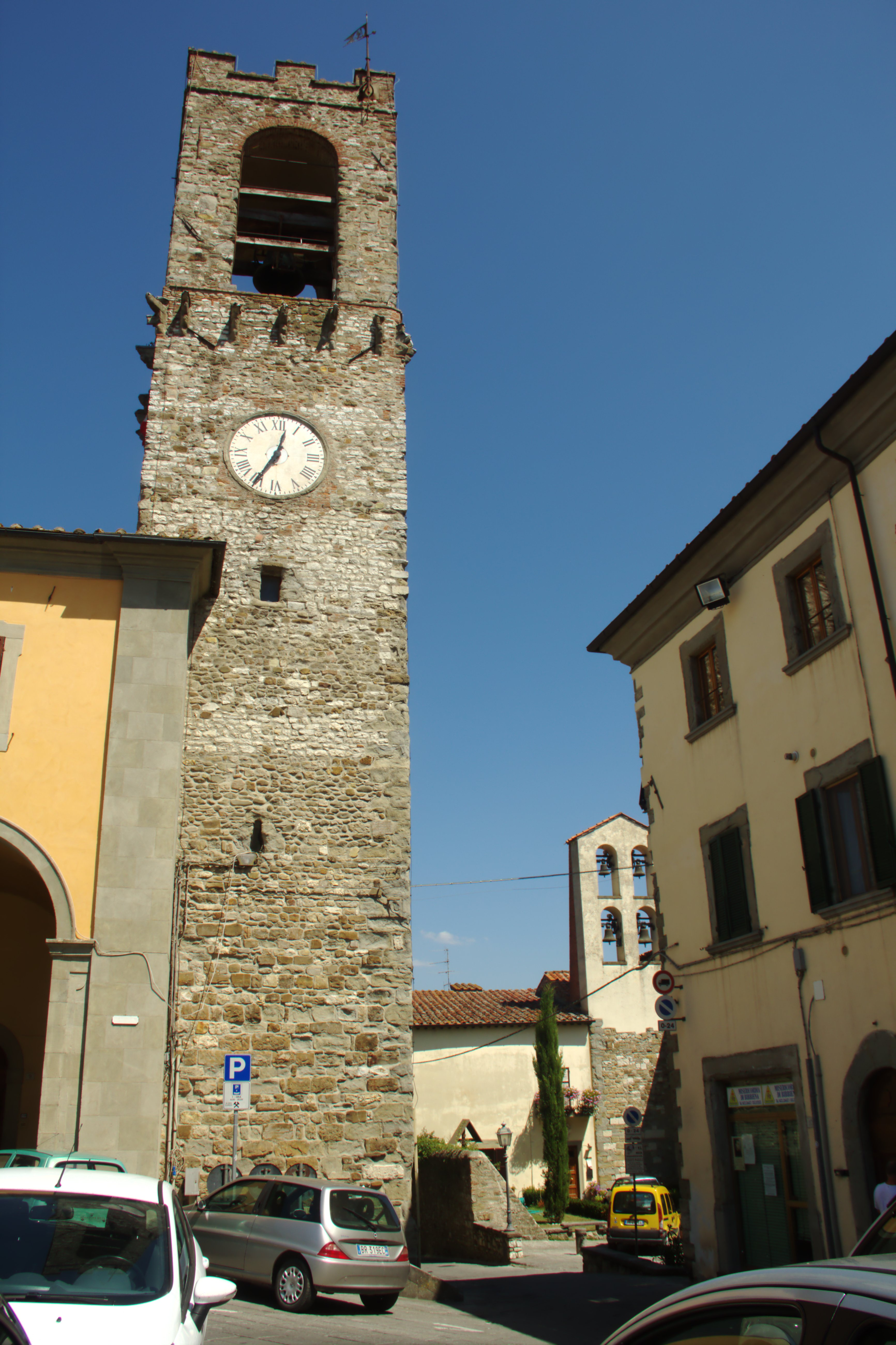
Torre dell'Orologio
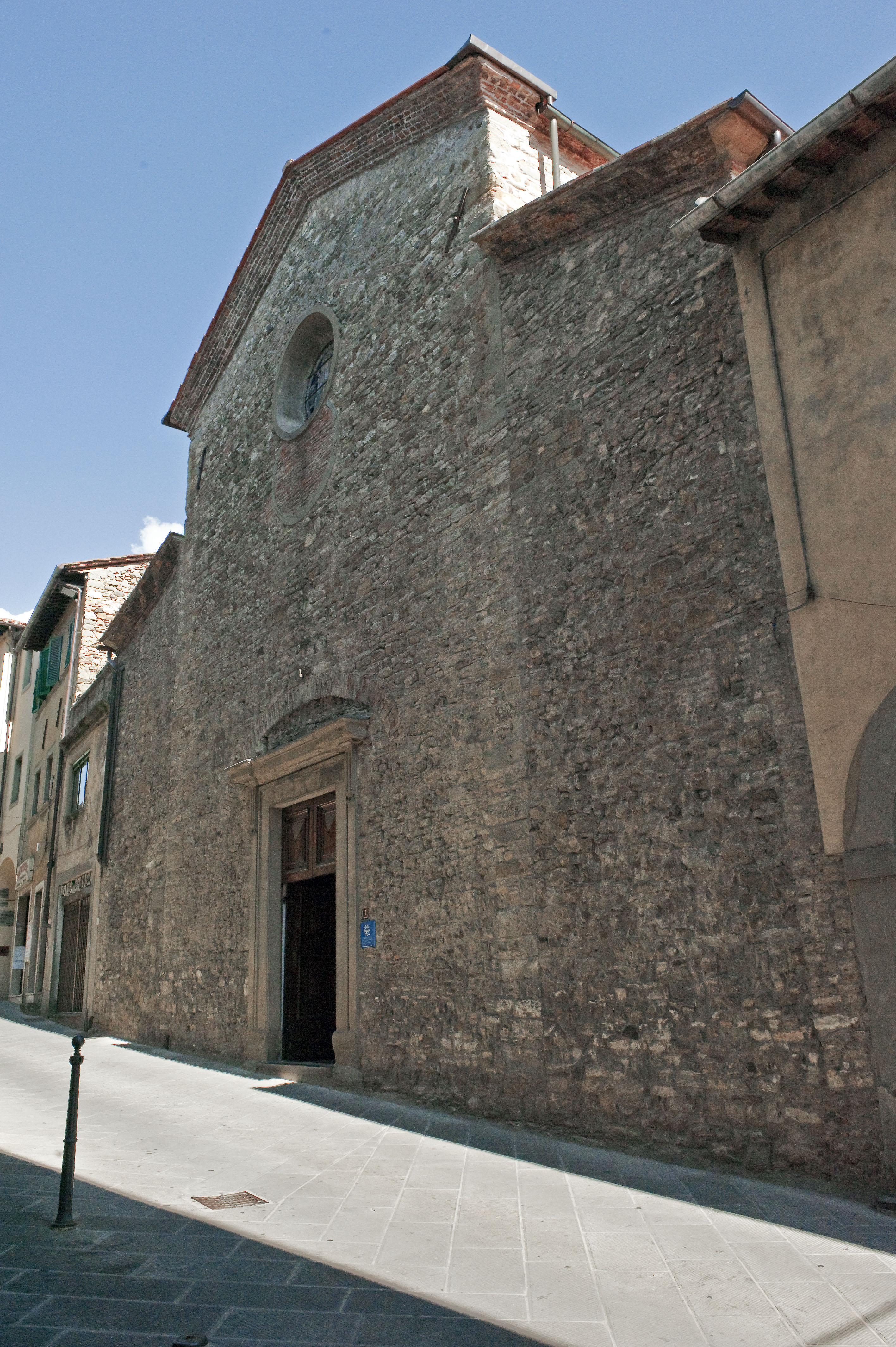
Chiesa di San Lorenzo …
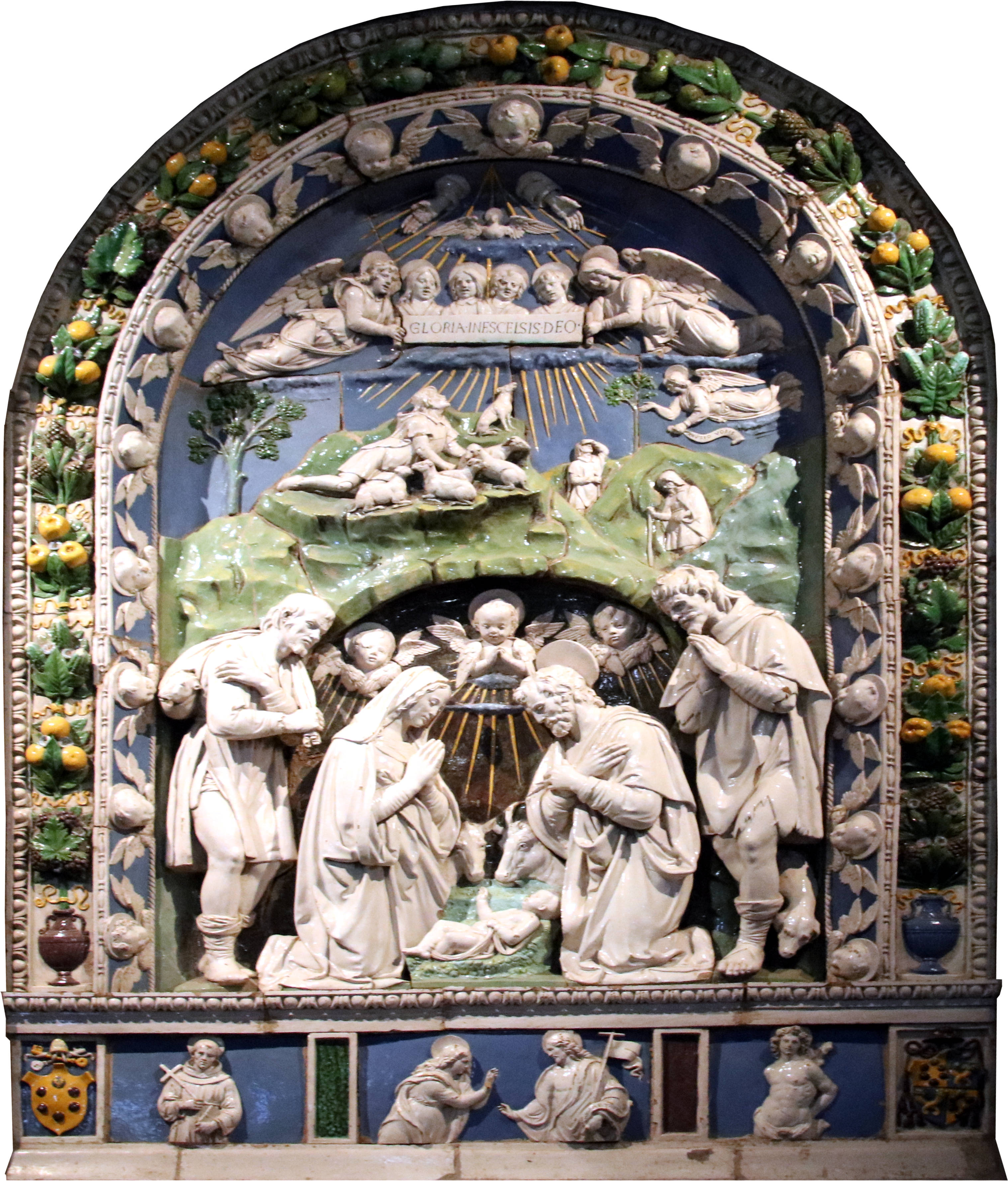
… mit Terrakotta von Della Robbia
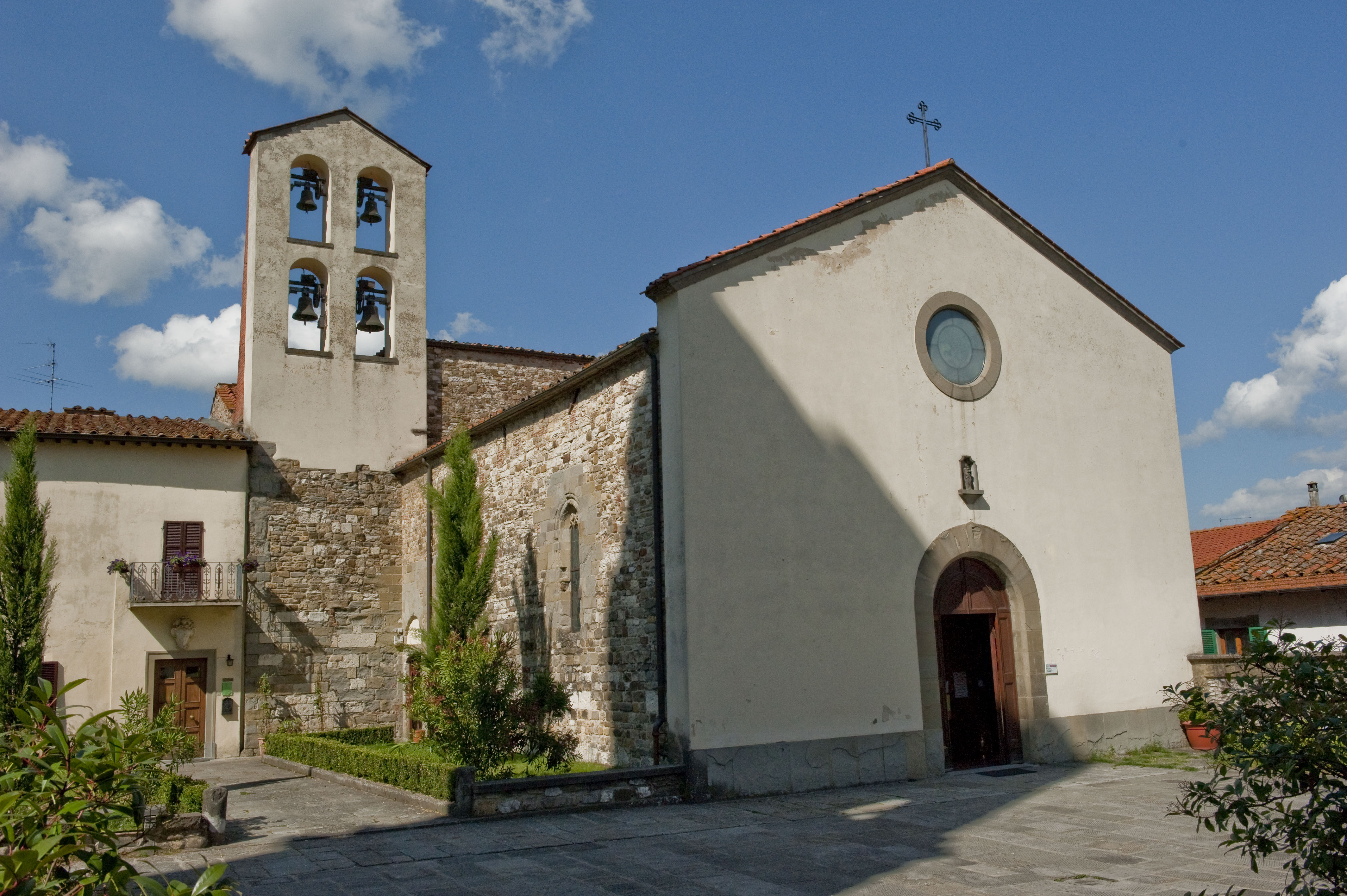
Chiesa di Sant’Ippolito …
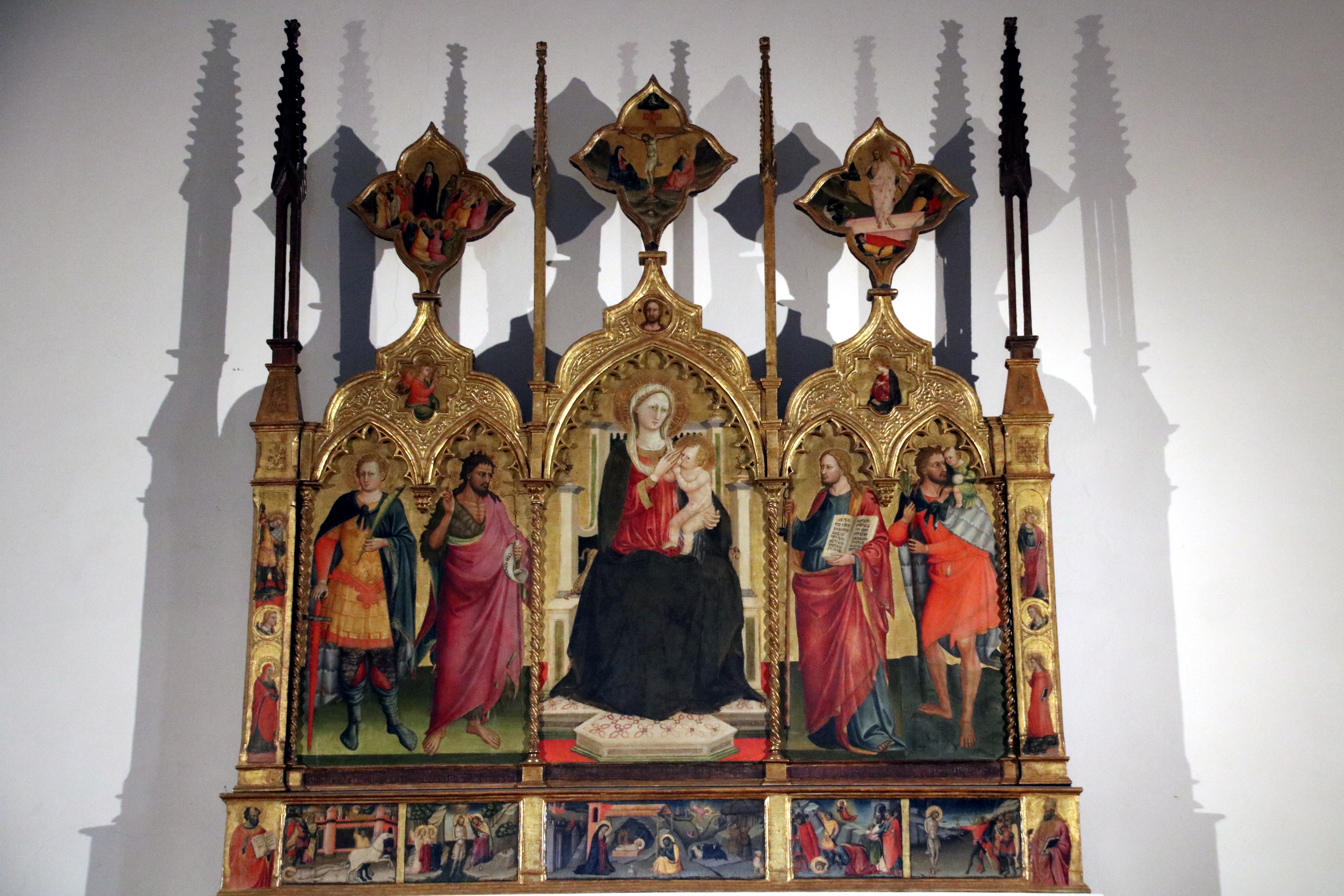
… mit Madonna von Bicci di Lorenzo
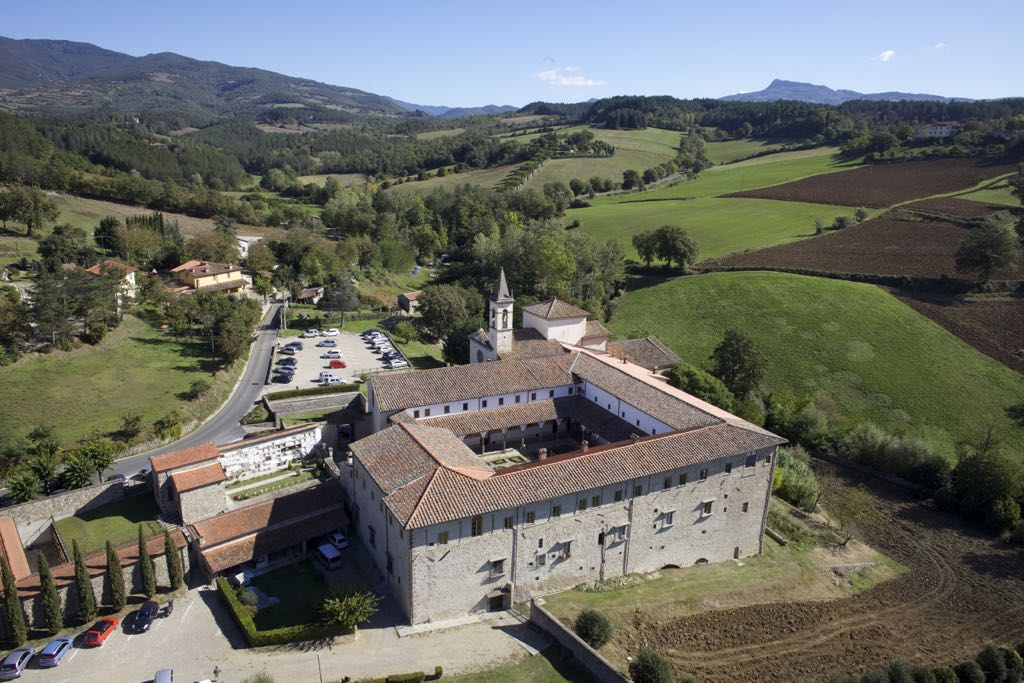
Santuario Santa Maria del Sasso
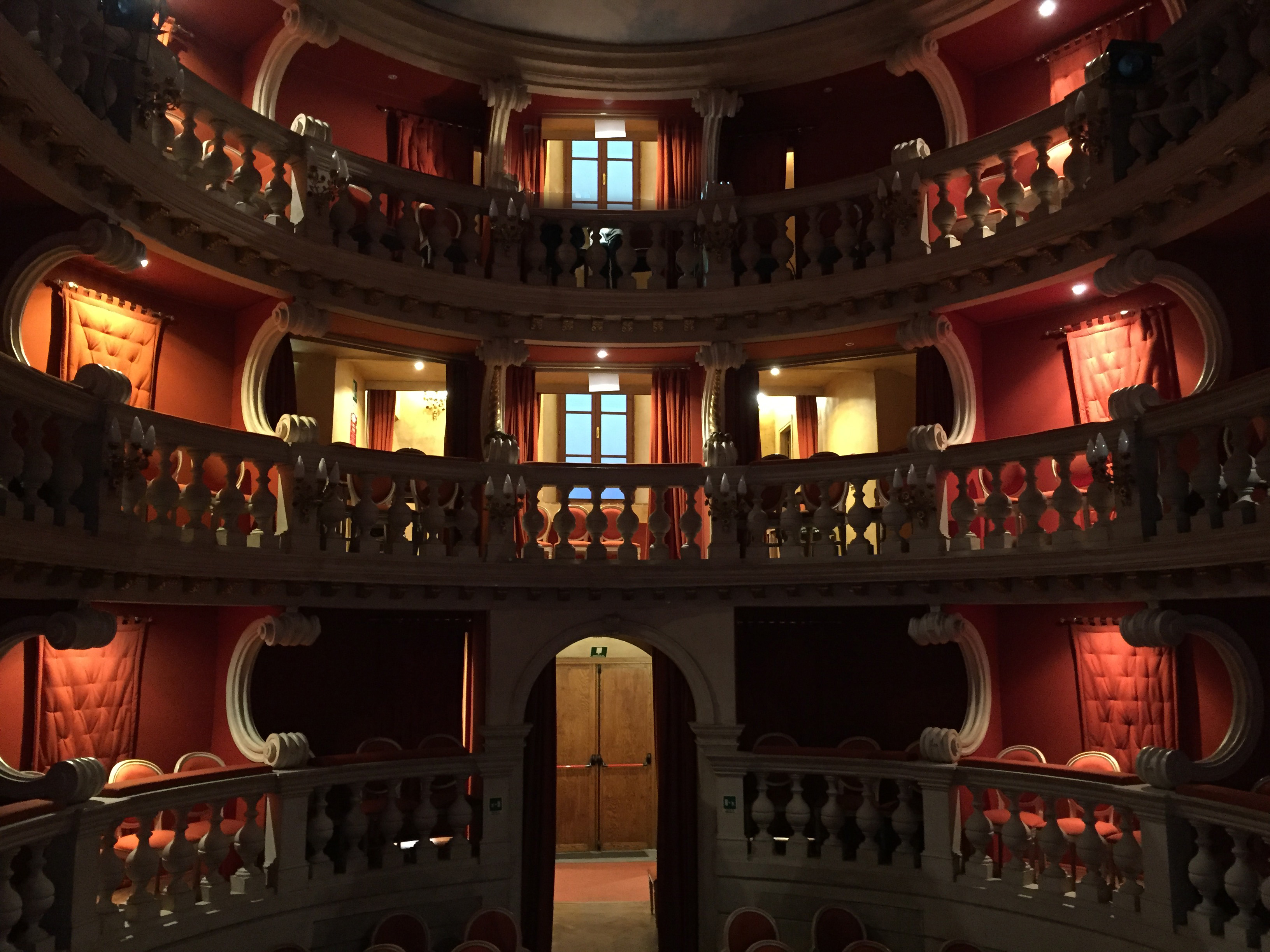
Im Teatro Dovizi
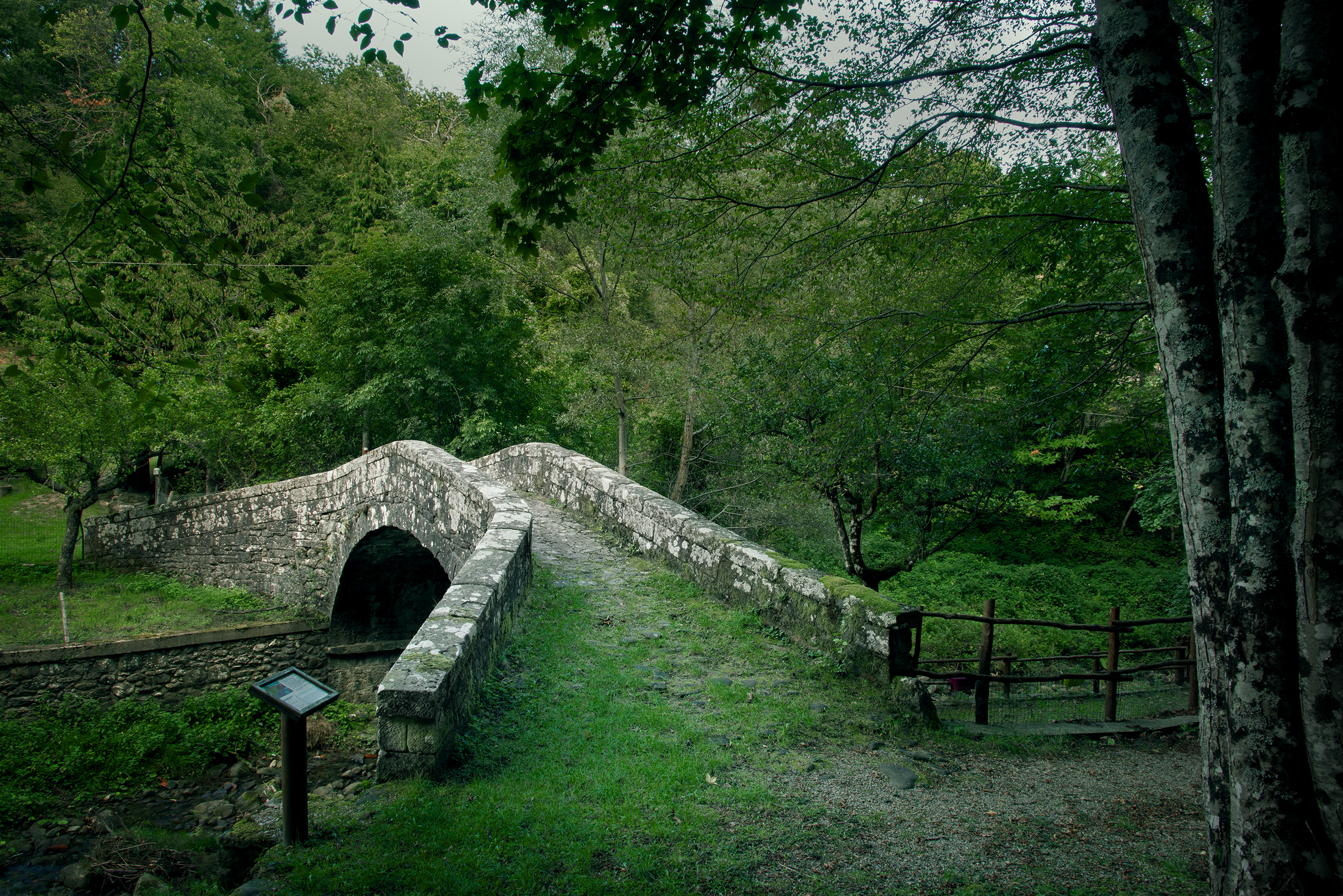
Römerbrücke im Ortsteil Serravalle

## Partnerstädte
- Boulazac, Département Dordogne, Frankreich, seit 1969
- Ochsenfurt, Deutschland, seit 14. Mai 2016[2]

## Söhne und Töchter der Stadt
- Bernardo Dovizi da Bibbiena (1470–1520), Kardinal, Schriftsteller und Sekretär von Papst Leo X.
- Giovanni Maria Galli da Bibiena (1618–1665), Maler und Bühnendekorateur
- Pasquale Poccianti (1774–1858), Architekt
- Amelio Poggi (1914–1974), Erzbischof und Diplomat